# GIAT CN120-26
 (mars 2014).
Si vous disposez d'ouvrages ou d'articles de référence ou si vous connaissez des sites web de qualité traitant du thème abordé ici, merci de compléter l'article en donnant les références utiles à sa vérifiabilité et en les liant à la section « Notes et références ».
Le CN120-26 est un canon antichar de 120 mm à âme lisse conçu par l'EFAB de Bourges, fabriqué par l'entreprise française GIAT et destiné à équiper les chars de plus de 45 tonnes.

## Caractéristiques
Comparable au canon Rheinmetall de 120 mm allemand, le CN120-26 se différencie par sa longueur plus importante (52 calibres) que la plupart des canons à âme lisse du début des années 1990. 
Succédant au CN120-25 prévu pour servir sur l'AMX-40 et le prototype de char brésilien EE-T2 Osório, le CN120-26 ne sert que sur le char Leclerc. Le canon se distingue aussi par l'absence d'évacuateur de fumées, les gaz de tir étant évacués par la surpression de l'habitacle. Néanmoins, le Leclerc tropicalisé de l'armée émiratie utilise un système de soufflage d'air comprimé dans la chambre par l'intermédiaire d'une canule au lieu du système de surpression utilisé sur le modèle français.
| Modèle                                  | Canon de 120 millimètres modèle F1 |
| --------------------------------------- | ---------------------------------- |
| Appellation du constructeur             | CN120-26                           |
| Masse reculante                         | 2 800 kg                           |
| Pression maximale admissible en chambre | 6 700 bars                         |
| Effort de recul                         | 550 kN                             |
| Longueur de recul                       | 400 mm                             |
| Plate-forme                             | Char Leclerc                       |

## Munitions

Obus-flèche français OFL 105 F1, une forme de pénétrateur à énergie cinétique (APFSDS).

Les obus de 120 mm sont produits, en 2022, par Nexter (anciennement GIAT). Le corps de ceux ci est fabriqué par les Forges de Tarbes (Tarbes Industry jusqu'en 2021).

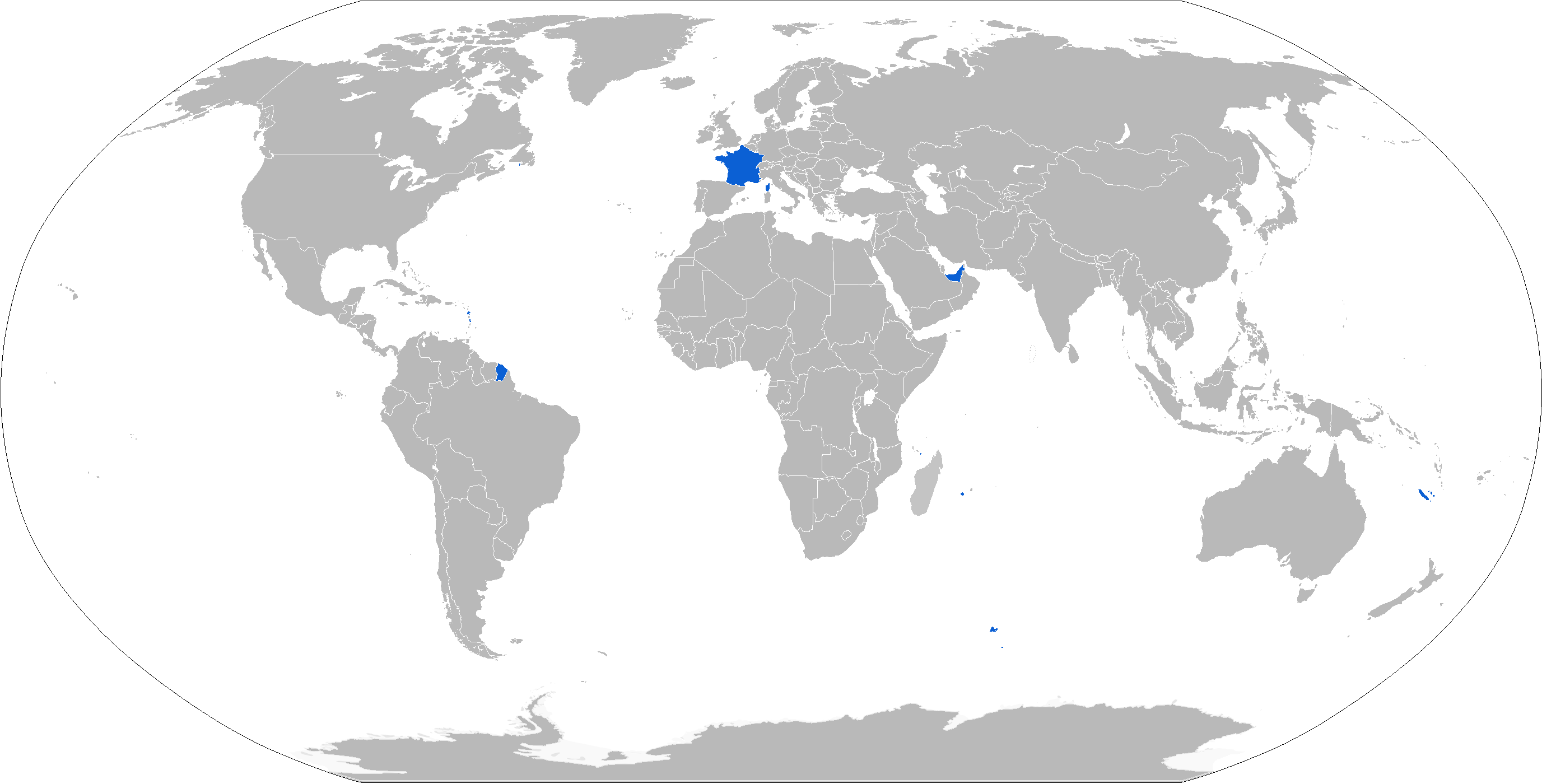
Utilisateurs du CN120-26 dans le monde

| Appellation   | Type                 | Masse de la munition | Masse du projectile     | Vitesse initiale | Pénétration                                                | Introduction                      | Autres informations |
| ------------- | -------------------- | -------------------- | ----------------------- | ---------------- | ---------------------------------------------------------- | --------------------------------- | --- |
| OFL 120 G1    | obus-flèche          | 18,7 kg              | 6,3 kg 3,8 kg (flèche)  | 1 650 m/s        | 420 mm d'acier à 1 000 m                                   | Début des années 1980.            | Cette munition reprend la flèche de l'OFL 105 F1 de 105 mm ; re-cartouchée et re-sabotée dans une douille de 120 mm avec au passage, une augmentation de la masse de poudre. Munition commercialisée avec le canon G1.                                                                             |
| OFL 120 F1    | obus-flèche          | 20,5 kg              | 7,3 kg 4 kg (flèche)    | 1 790 m/s        | 600 mm d'acier homogène laminé à 2 000 m                   | 1994                              | Barreau en tungstène développée conjointement avec l'Allemagne sous le vocable de LKE1/DM43. |
| 120 OFLE F1B  | obus-flèche          | 19,6 kg              | 7,3 kg 4 kg (flèche)    | 1 790 m/s        | n.c                                                        | 2011                              | Flèche constituée d'un barreau tungstène. |
| OFL 120 F2    | obus-flèche          | 20,5 kg              | 7,78 kg 4,5 kg (flèche) | 1 740 m/s        | 690 mm d'acier homogène laminé à 2 000 m                   | 1996                              | Obus-flèche constitué d'un barreau en uranium appauvri. |
| 120 OFLE F2   | obus-flèche          | n.c                  | n.c                     | n.c              | n.c                                                        | 2013                              | Munition qualifiée en 2008-2009, produite en 2011-2012, le barreau est plus épais que son prédécesseur. |
| OFLEX         | munition d'exercice  | 18 kg                | 6 kg                    | 1 750 m/s        | n.c                                                        | n.c                               | Simule une munition flèche, son empennage conique percé d'évent limite sa portée. |
| 120 OFL X G   | munition d'exercice  | 18 kg                | 6,1 kg                  | n.c              | n.c                                                        | 2011                              | Simule une munition flèche, son empennage conique percé d'évent limite sa portée. |
| OCC 120 G1    | obus à charge creuse | 28,5 kg              | 14,2 kg                 | 1 050 m/s        | n.c                                                        | Début des années 80.              | Munition commercialisée avec le canon G1. |
| OECC 120 F1   | obus à charge creuse | 24,3 kg              | 14,3 kg                 | 1 100 m/s        | 480 mm d'acier homogène laminé à n'importe quelle distance | Années 1980                       | Munition polyvalente, est l'acronyme de Obus Explosif à Charge Creuse. |
| BSCC F1       | munition d'exercice  | 24,3 kg              | 14,4 kg                 | 1 100 m/s        | n.c                                                        | n.c                               | projectile inerte dépourvu d'explosif |
| BSCC F1A      | munition d'exercice  | 24,3 kg              | 14,4 kg                 | 1 100 m/s        | n.c                                                        | 2011                              | Projectile inerte. |
| OE 120 F1     | obus explosif        | 25,5 kg              | 15,5 kg                 | 1 050 m/s        | n.c                                                        | 2005                              | N'est pas entré en dotation. |
| 120 EXPL F1   | obus explosif        | 27 kg                | 16,8 kg                 | 1 000 m/s        | n.c                                                        | 2011                              | 3 kg d'explosif. Doté d'une fusée programmable. Portée de combat de 4 km. |
| OEFC 120 F1   | boîte à mitraille    | n.c                  | n.c                     | 1 410 m/s        | n.c                                                        | 2013                              | Tir 1 100 billes de tungstène à haute vélocité efficace jusqu'à 400 mètres, est l'acronyme de Obus à EFfets Canalisés. |
| 120 mm HE M3M | obus explosif        | 28 kg                | 18 kg                   | 1 050 m/s        | n.c                                                        | En cours de développement en 2016 | Est l’acronyme de Munition 3 Modes. Trois modes possible de déclenchement: un déclenchement à l’impact, avec retard (pénétration d’une construction avant d’exploser pour un effet anti-infrastructure), ou type « airburst » (explosion en vol aux abords de la cible). Portée de combat de 4 km. |

## Utilisateurs
- France
- Émirats arabes unis
- Jordanie - ex-Emirates